# Pseudotryssaturus indentatus
Pseudotryssaturus indentatus är en kvalsterart som först beskrevs av Hopkins 1967.  Pseudotryssaturus indentatus ingår i släktet Pseudotryssaturus och familjen Aturidae. Inga underarter finns listade i Catalogue of Life.